# لوکه
لوکه (به اسپانیایی: Luque) شهری در کشور پاراگوئه، ناحیه مرکزی است که جمعیت آن در سرشماری سال ۲۰۰۸ میلادی ۱۷۶٬۴۳۳ نفر بوده‌است.